# NGC 2526
NGC 2526 est une galaxie spirale située dans la constellation du Cancer. NGC 2526 a été découverte par l'astronome allemand Albert Marth en 1864.

## Caractéristiques
Sa vitesse par rapport au fond diffus cosmologique est de 4 849 ± 19 km/s, ce qui correspond à une distance de Hubble de 71,5 ± 5,0 Mpc (∼233 millions d'al).
À ce jour, trois mesures non basées sur le décalage vers le rouge (redshift) donnent une distance de 87,400 ± 2,524 Mpc (∼285 millions d'al), ce qui est à l'extérieur des valeurs de la distance de Hubble. Notons ue c'est avec la valeur moyenne des mesures indépendantes, lorsqu'elles existent, que la base de données NASA/IPAC calcule le diamètre d'une galaxie et qu'en conséquence le diamètre de NGC 2526 pourrait être d'environ 24,3 kpc (∼79 300 al) si on utilisait la distance de Hubble pour le calculer. 
NGC 2526 présente une large raie HI.

## Supernova
L'astronome amateur américain Tim Puckett a relevé l'astrométrie et la photométrie de la supernova SN 2000fn de magnitude 18,8 découverte le 17 décembre 2000 dans NGC 2526 par un dénommé B. Holmes (Charleston) sur une image numérique captée par un télescope de 40 centimètres. Cette supernova était de type Ib.  